# Station Die
Station Die is een spoorwegstation in de Franse gemeente Die. Het station ligt op kilometerpunt 53,849 van de spoorlijn Livron – Aspres-sur-Buëch, op een hoogte van 395 meter.

## Treindienst
Het station wordt hoofdzakelijk bediend door TER treinen, met een vrij beperkte dienstregelig.
Daarnaast rijdt er iedere dag per richting 1 nachttrein van SNCF.
| Richting                | Vorige stop | Trein | Trein                           | Trein | Volgende stop | Richting |
| ----------------------- | ----------- | ----- | ------------------------------- | ----- | ------------- | -------- |
| Parijs- Austerlitz      | Crest       |       | Intercités de nuit (Nachttrein) |       | Luc-en-Diois  | Briançon |
| Romans - Bourg-de-Péage | Saillans    |       | TER Auvergne-Rhône-Alpes        |       | Luc-en-Diois  | Briançon |